# Elena Nicolis
Elena Nicolis (Bussolengo, 9 aprile 1981) è un'ex calciatrice italiana, di ruolo difensore.

## Palmarès

### Club
- Campionato italiano di Serie A2: 1

Fortitudo Mozzecane: 2011-2012